# التسليم
التسليم (بالإنجليزية: The Drop)‏ هو فيلم جريمة ودراما أمريكي 2014 من إخراج مايكل أر روسكام وكتابة دينس لهين. الفيلم من بطولة توم هاردي ونومي رابيس وجيمس غاندولفيني وجيمس فريشفيل. يتمحور الفيلم حول بوب ساجناسكي، عامل في حانة يجد نفسه في وسط عملية سطو فاشلة وتبدأ التحقيقات بالبحث في الماضي السيئ للحي الذي يسكن فيه.
صدر التسليم في 12 سبتمبر 2014 في الولايات المتحدة، ويمثل آخر ظهور ل‌جيمس غاندولفيني في فيلم سينمائي.

## طاقم التمثيل
- توم هاردي بدور بوب ساجناسكي
- نومي رابيس بدور ناديا
- جيمس غاندولفيني بدور مارف

## الاستقبال النقدي
الاساليب النقدية التي يتشدق بها متابعي السينما والتي يقولون ان هيتشكوك يتبعها موجودة بشدة في الفلم ....البوستر ....حيث يضع الممثل السلاح مكان دعامة مانهاتن (كوبري ) . نوع من البلطجة ...فقير الإحساس حتي أنه يتعاطي عاطفيا مع زعيمة عصابة تمنح الكلاب دورا في تجارتها الراقية ... يخشي رجلا مهزوزا لأنه يكذب بصدق ....في زمن هيتشكوك كان يضع الماستر سين ويظهر بشخصه في الفلم اليوم نري في الشريط السينمائي حركة واحدة من زمن فلم يوم الاستقلال
يميل المفتش للقاتل وهو يقول حركة لطيفة تري علي وجه هاردي رعب ....قد تراه علي وجه دانيال دي لويس يوم يقبض عليه البوليس وهو في حفل الاوسكار بالمقاعد المتأخرة ولا يوجد له فلم بالجدول ....هنا فقدت التركيز وحول هادري الفلم الذي بين مقاعد المتفرجين لفلما تلهث في متابعته ...جحود للمرأة التي كانت مارلين بالنسبة له ...هدوء العاصفة وهو يحول الهزيل لدور بسيط مجرد مقتول ... يحول الممثل صاحب تيمة الثرايلار بالفلم لكارت مكشوف للعامة مجرد جامع مال وقت التسليم ....
بالفلم كما بأفلام السبكي (رقصة ومخدرات وخناقة ) احتقار للمسلمين ...حيث العصابة التي تدير المال مجرد جماعة من الشيشان ... الشيشان كتركيا 99%مسلمين .ولكن الجماعة المنتجة بأمريكا من الذكاءحيث كان الجماعة ليست من عرق القفقاس المسيطر علي الجبل هناك ....البطل قتل الزعيم السابق ....وأدار المال دون الحصول عليه ...وقتل مساعده.
لا يزال مفتاح الفلم في البوستر .فلما آخر من نفس النوعية نوعية مرتادي المراكز الثقافية الأمريكية وهو معكوس كالتماثل أسمه الزائر للعربي هازار سليمان

## وصلات خارجية
- التسليم على موقع IMDb (الإنجليزية)
- التسليم على موقع ميتاكريتيك (الإنجليزية)
- التسليم على موقع روتن توميتوز (الإنجليزية)
- التسليم على موقع نتفليكس (الإنجليزية)
- التسليم على موقع قاعدة بيانات الأفلام العربية
- التسليم على موقع ألو سيني (الفرنسية)
- التسليم على موقع أول موفي (الإنجليزية)
- التسليم على موقع بوكس أوفيس موجو (الإنجليزية)
- التسليم على موقع فيلمافينيتي (الإسبانية)
- التسليم على موقع قاعدة بيانات الأفلام السويدية (السويدية)